# Homecoming (série de televisão)
Homecoming é uma série de televisão estadunidense de suspense psicológico, baseada no podcast de mesmo nome criado por Eli Horowitz e Micah Bloomberg, que estreou em 2 de novembro de 2018, no Prime Video. A série é estrelada por Julia Roberts, Bobby Cannavale, Stephan James, Shea Whigham, Alex Karpovsky e Sissy Spacek.
A segunda temporada estreou em 22 de maio de 2020 e foi dirigida por Kyle Patrick Alvarez e apresenta uma nova história e personagens, no elenco principal estão Janelle Monáe, Chris Cooper e Joan Cusack com Stephan James e Hong Chau.

## Enredo
Heidi Bergman (Julia Roberts) é uma assistente social que trabalha no Homecoming Transitional Support Center, uma instalação residencial administrada pelo Grupo Geist; a instalação aparentemente ajuda soldados na transição para a vida civil, embora não esteja claro por que eles precisem de ajuda. Quatro anos depois, Bergman começa uma nova vida trabalhando como garçonete, mas tem dificuldade de se lembrar de seu antigo emprego. Depois que um auditor do Departamento de Defesa dos Estados Unidos (Shea Whigham) indaga por que ela deixou Homecoming, Bergman percebe que foi enganada sobre o verdadeiro propósito das instalações.

## Elenco e personagens

### Principal
- Julia Roberts como Heidi Bergman (1ª temporada)
- Bobby Cannavale como Colin Belfast (1ª temporada; convidado 2ª temporada)
- Stephan James como Walter Cruz
- Shea Whigham como Thomas Carrasco (1ª temporada)
- Alex Karpovsky como Craig (1ª temporada; recorrente 2ª temporada)
- Sissy Spacek como Ellen Bergman (1ª temporada)
- Janelle Monáe como Jacqueline Calico / Alex Eastern (2ª temporada)
- Hong Chau como Audrey Temple (2ª temporada; recorrente 1ª temporada)
- Chris Cooper como Leonard Geist (2ª temporada)
- Joan Cusack como Francine Bunda (2ª temporada)

### Recorrente
- Ayden Mayeri como Reina (1ª temporada)
- Bill Stevenson como Abe (1ª temporada)
- Sam Marra como Javen (1° temporada)
- Marianne Jean-Baptiste como Gloria Morisseau (1ª temporada)
- Jeremy Allen White como Shrier (1ª temporada)
- Alden Ray as Maurice (1ª temporada)
- Henri Esteve como Abel (1ª temporada)
- Frankie Shaw como Dara (1ª temporada)
- Gwen Van Dam como Mrs. Trotter (1ª temporada)
- Brooke Bloom como Pam
- Sydney Poitier Heartsong como Lydia Belfast (1° temporada)
- Dermot Mulroney como Anthony (1° temporada)
- Marcus Henderson como Engel (1° temporada)
- Jason Rogel como Cory  (1ª temporada)
- Rafi Gavron como Rainey (1ª temporada)
- Jacob Pitts como AJ (1ª temporada)
- Lewie Bartone como New Guy (1ª temporada)
- Kristof Konrad como Mr. Heidl (1ª temporada)
- Fran Kranz como Ron
- Tyler Ritter como Lane (2ª temporada)
- Mary Holland como Wendy (2ª temporada)
- Jimmy Bellinger como Chad (2ª temporada)
- Christopher Redman como Kyle (2ª temporada)
- Johnny Sneed como Dr. Zamani (2ª temporada)
- Audrey Wasilewski como oficial Donna (2ª temporada)

### Convidados
- Caitlin Leahy como Kate
- Michael Hyatt como Evita
- Philip Anthony-Rodriguez como Ramon
- John Billingsley como Buddy

## Episódios
| Temporada | Temporada | Episódios | Episódios | Originalmente lançado |
| --------- | --------- | --------- | --------- | --------------------- |
|           | 1         | 10        | 10        | 2 de novembro de 2018 |
|           | 2         | 7         | 7         | 22 de maio de 2020    |

## Recepção

### Primeira temporada
No Rotten Tomatoes, a primeira temporada possui uma taxa de aprovação de 98%, com uma classificação média de 8,26 em 10 com base em 93 comentários. O consenso crítico do site diz: "Uma impressionante estreia na TV para Julia Roberts, Homecoming equilibra seu mistério assombroso com uma sensibilidade frenética que agarra e não deixa ir". O Metacritic, que usa uma média ponderada, atribuiu à primeira temporada uma pontuação de 83 de 100 com base em 35 críticas, indicando "aclamação universal".

### Segunda temporada
No Rotten Tomatoes, a segunda temporada detém uma taxa de aprovação de 56% com uma classificação média de 6,66 de 10 com base em 43 comentários. O consenso crítico do site diz: "Por mais estiloso, bem atuado e atraente que possa ser, a segunda temporada de Homecoming simplesmente não consegue encontrar seu caminho para fora da sombra da primeira". O Metacritic, atribuiu à segunda temporada uma pontuação de 62 em 100 com base em 20 críticAs, indicando "críticas geralmente favoráveis".